# Platyroptilon vockerothi
Platyroptilon vockerothi är en tvåvingeart som beskrevs av Duret 1979. Platyroptilon vockerothi ingår i släktet Platyroptilon och familjen platthornsmyggor.
Artens utbredningsområde är Peru. Inga underarter finns listade i Catalogue of Life.